# Septemberprogramm
Le Septemberprogramm (« Programme de septembre » en allemand) est le recensement des buts de guerre poursuivi par le chancelier allemand Theobald von Bethmann Hollweg. Il est rendu public le 9 septembre 1914, cinq semaines après le début de la guerre. C'est un programme expansionniste en Europe qui vise à mettre en place une Mitteleuropa sous domination politique et économique allemande. Ce programme connaît une réalisation partielle à la suite de la révolution russe de novembre 1917 et la paix de Brest-Litovsk qui en découle mais les reculs de l'armée allemande et de ses alliés, la situation insurrectionnelle et l'armistice de novembre 1918 en sonnent alors définitivement le glas.

## Contexte
Présenté le 9 septembre 1914, ce programme non seulement définit les objectifs politiques et économiques du chancelier, perçu jusque dans les années 1960 comme un homme d'Etat modéré, sur les frontières occidentales du Reich, mais il reprend les objectifs des dirigeants politiques militaires du Reich et des milieux économiques.
Le texte qui porte le nom de « programme de septembre » a été rédigé entre le 6 et le 9 septembre, le succès de la contre-offensive française n'étant pas encore connu.
Dans le même temps, au début du mois de septembre, d'autres instances, au sein du gouvernement du Reich, de l'Oberste Heeresleitung (Haut commandement) ou parmi les milieux nationalistes formulent également un programme de buts de guerre. À la fin d'août, Arthur Zimmermann, alors sous-secrétaire d'Etat aux affaires étrangères, propose la mise en place d'une tutelle économique, contre les partisans de larges annexions en Europe. Ainsi, la ligue pangermaniste de Heinrich Class expose, peu de temps après le 9 septembre, les propres objectifs qu'elle assigne à une paix victorieuse.
Parallèlement aux consultations menées par les instances politiques, les responsables économiques du Reich proposent, dès la fin du mois d'août, les objectifs économiques qu'ils assignent au conflit alors à ses débuts. Parmi ces derniers, Walther Rathenau reste cependant conscient de la nécessité de la réalisation du programme politique pour sécuriser les positions économiques conquises par la victoire allemande. 

### Auteurs
Ce programme de « paix » est le fruit d'accords entre les principaux responsables économiques du Reich, le directeur de la Deutsche Bank, Arthur von Gwinner, et le directeur de la compagnie électrique AEG, Walther Rathenau.
Pendant la période suivant immédiatement sa rédaction, les responsables des principales entreprises allemandes appuient les rédacteurs par la publication d'un certain nombre de mémoires en soutien aux objectifs définis dans le mémoire de Gwinner et Rathenau.

### Destinataires
Élaboré par des représentants des milieux économiques, il est destiné au chancelier, mais ce dernier partageant son temps entre le siège du commandement et la chancellerie du Reich, le programme est adressé à Clemens von Dellbrück, alors chargé des affaires courantes à Berlin. 
À part les destinataires institutionnels, les rédacteurs du Septemberprogramm souhaitent manifester la puissance du Reich, mais il semble clair que le Royaume-Uni est en train de se donner les moyens d'une intervention massive dans le conflit.
Dans ce cadre, il est destiné aussi aux pangermanistes ultranationalistes pour modérer leur opposition à la politique du gouvernement pendant l'union sacrée et la ferveur patriotique.

## Définition des buts de guerre allemands
Le programme assigne au conflit qui débute à l'Ouest des objectifs de différentes natures pour assurer au Reich un surcroît de « sécurité » aussi bien politique qu'économique et militaire sur ses frontières,, dans le cadre d'une paix qui ne pourra plus être « troublée » par aucun adversaire, selon le mot de Moltke le jeune. 

### Buts politiques
De larges régions limitrophes sont promises à une incorporation au Reich, même si la liste de ces régions constitue une pomme de discorde entre les différents acteurs politiques et économiques du Reich. Selon Annie Lacroix-Riz, ces divergences s'avèrent mineures et ne portent que sur la nature du contrôle exercé par le Reich sur les régions convoitées ou sur l'importance des régions qu'il contrôle. 
L'annexion du bassin du Briey, en Lorraine et, de Liège et de Verviers en Belgique font cependant l'objet d'un large consensus. Ainsi, le contrôle direct du bassin du Briey, seul territoire français à être annexé, doit assurer au Reich un contrôle absolu sur l'industrie française. De plus, aux annexions en Belgique s'ajoutent des revendications sur Anvers, qui doit être placée sous une stricte dépendance du Reich : la Belgique serait ainsi réduit au rang d'Etat vassal du Reich, dont les modalités de la sujétion sont précisément étudiées par les hommes d'Etat allemands à partir du mois d'octobre 1914, sur ordre du chancelier en personne.
De larges portions de territoire sont ainsi promises à l'annexion par le Reich, sous la forme d'annexion à la Prusse, aux Etats fédérés au sein du Reich ou de l'acceptation au sein du Reich d'un nouvel Etat fédéré, le Grand-Duché du Luxembourg, agrandi du Luxembourg belge. 
De plus, les responsables du Reich souhaitent renforcer la tutelle du Reich sur l'Autriche-Hongrie, dans le cadre d'une union politique, assise sur le renforcement du poids politique des Allemands d'Autriche. 
À ces objectifs territoriaux en Europe s'ajoutent des projets, pour notamment permettre la constitution d'un empire colonial en Afrique centrale, la Mittelafrika centrée sur le bassin du Congo, aux dépens de la France, du Royaume-Uni, de la Belgique et du Portugal, bien que ce dernier soit neutre. Les rédacteurs allemands souhaitent la constitution d'un bloc colonial allemand en Afrique, composé de l'Angola, du nord du Mozambique, du Congo belge et de l'Afrique-Équatoriale française, et le Togo serait agrandi par l'annexion du Dahomey et de la Sénégambie.
Au terme de ces annexions européennes et ailleurs, la France et la Belgique seraient placées sous une étroite dépendance allemande.
Face à la Russie, les concepteurs du programme prévoient le refoulement de la Russie et la constitution d'Etats frontaliers placés sous un sévère contrôle du Reich, dans le cadre d'un ensemble plus vaste, la Mitteleuropa, qui serait totalement inféodé au Reich, autant politiquement qu'économiquement.

### Buts militaires
Le principal adversaire militaire du Reich étant la France, une attention toute particulière est portée sur le démantèlement des capacités militaires de la France. Le démantèlement des fortifications entre Dunkerque et Boulogne est ainsi exigé.
La France réduite militairement, il est également question de placer la Belgique, soumise à un strict contrôle politique et économique, sous une forte tutelle militaire, à défaut d'une annexion pure et simple au Reich. 

### Buts économiques
À ces clauses politiques et militaires s'ajoutent des clauses économiques, destinées à interdire aux adversaires du Reich de disposer des moyens de préparer une guerre de revanche et à permettre la constitution d'une Mitteleuropa sous domination allemande. 
Ainsi, la Mitteleuropa apparaît, en septembre 1914, comme le moyen pour les rédacteurs du programme gouvernemental des buts de guerre, de contourner les aspirations des annexionnistes les plus radicaux. Par cette union économique de l'Europe centrale, Bethmann-Hollweg souhaite la mise sous tutelle indirecte, camouflée par une union économique dans laquelle le Reich exerce sa prédominance. 
En effet, souhaitant ne pas rééditer l'erreur d'Otto von Bismarck, Bethmann-Hollweg propose la mise en place du versement d'une indemnité de guerre sur de nombreuses années pour empêcher la France de consacrer des sommes importantes à son réarmement. De même, le chancelier suggère l'intégration de la France à l'ensemble économique allemand pour garantir sa sujétion économique et commerciale au Reich. 
De plus, des traités de commerce, joints aux traités de paix, sont censés mettre les pays vaincus sous une stricte tutelle économique du Reich, notamment la France,.
Les annexions et prises de contrôle de territoires en Europe de l'Ouest et en Afrique doivent aboutir à la constitution d'un ensemble économique, fondé sur l'autarcie.

## Projet allemand de paix victorieuse
Après la défaite allemande sur la Marne, le chancelier est parfaitement conscient que la réalisation de son programme nécessite la victoire du Reich.

### Équilibre et contestations du programme du chancelier
Rapidement, le programme du chancelier, qui sait mélanger les aspirations des milieux politiques et économiques du Reich, est rapidement contesté par les nationalistes de la Ligue pangermaniste, regroupés autour de Heinrich Class, qui rédige son propre programme de septembre, ou par les industriels, August Thyssen notamment, qui proposent eux aussi les objectifs qu'ils assignent au conflit : le mémorandum remis au nom de celui-ci par Matthias Erzberger le 9 septembre, jour de la publication du programme du chancelier, prévoit de larges annexions à l'Ouest, repoussant la frontière française sur la Meuse, et à l'Est, le bassin du Don et la Crimée.
Cependant, en dépit de ces projets annexionnistes de grande ampleur et des fluctuations tactiques, le programme de septembre demeure, jusqu'aux derniers jours précédant l'armistice, la trame de base de l'ensemble de la politique étrangère du Reich durant le conflit.

### Permanence duSeptemberprogrammdurant le conflit
Au cours du conflit et au-delà, les propositions du Septemberprogramm ont servi de base à la fois pour l'élaboration des buts de guerre du chancelier, notamment en mars 1916 et pour les tentatives allemandes de négociations avec la France et le Royaume-Uni. 
Après la destitution de Bethmann-Hollweg, les propositions contenues dans le Septemberprogramm sont reprises par ses successeurs et ses opposants, même s'il apparaît modéré aux yeux de celui-ci comme des pangermanistes. Ainsi, en 1917, lorsque les militaires allemands Paul von Hindenburg et Erich Ludendorff prennent le contrôle du gouvernement civil, les buts de guerre définis en 1914 ne connaissent pas de profondes modifications.

## Historiographie
Les enjeux historiographiques autour de ce programme de buts de guerre ont largement recouvert les termes de la Controverse Fischer. Ayant suscité de fortes réserves dans le monde universitaire allemand, ce programme, rédigé par des acteurs du monde économique, a en réalité remis en cause la primauté du politique dans le déclenchement du conflit, puisque les objectifs économiques déterminent les projets annexionnistes du gouvernement du Reich.

### La découverte duSeptemberprogrammpar Fritz Fischer
En Allemagne, l'historien Fritz Fischer, dans ses textes, cherche à démontrer l'importance dans la formulation des buts de guerre allemands durant le premier conflit mondial, en affirmant à la fois que les objectifs politiques et économiques de ce programme ont constitué la clé de voûte de tous les projets allemands de sortie de guerre.
Dès l'ouverture de son ouvrage, Les Buts de guerre de l'Allemagne impériale, Fischer propose une analyse détaillée du programme de paix d'un Reich victorieux. À ses yeux, le Septemberprogramm ne constitue pas un document de circonstance mais le fil conducteur de la politique menée par le Reich durant le conflit.
Rapidement Fritz Fischer, avec son analyse du Septemberprogramm fournit des éléments d'analyse du Troisième Reich et de sa politique extérieure, insistant sur les continuités entre la politique menée par le Reich wilhelminien durant la Première guerre mondiale et la politique extérieure du Troisième Reich. Cependant, il se positionne contre ceux qui, lors de la publication de ses ouvrages, affirment que les conditions de paix dictées en 1919 au Reich vaincu auraient été responsables de l'arrivée au pouvoir des nazis en 1933.

### LeSeptemberprogrammdans la controverse Fischer
Rapidement, le Septemberprogramm constitue l'un des éléments de ce que les historiens ont appelé la « controverse Fischer », centrée sur l'analyse des permanences au sein de la société allemande entre le début du XXe siècle et le Troisième Reich.
Ainsi, dès les années 1960, les débats historiographiques se focalisent sur l'importance du Septemberprogramm à la fois dans la conduite de la guerre par le Reich et dans l'histoire allemande : Ainsi, les historiens Golo Mann et Michael Freund reprochent ainsi à la mise en exergue opérée par Fischer de poser les bases d'une continuité entre le déclenchement du conflit, la politique de Gustav Stresemann et la nouvelle diplomatie mise en œuvre à partir de 1933, tandis que l'historien Egmont Zechlin (de) analyse ce texte comme un document de circonstance, rédigé dans le contexte du renforcement de la relation anglo-russe pour signifier aux responsables britanniques que le Royaume-Uni serait dans l'incapacité de gagner la guerre.
De plus, dès la publication de ses thèses, Fischer doit non seulement défendre, mais aussi consolider son argumentation, le Septemberprogramm étant un inventaire des buts de guerre allemands. Ainsi, dans son ouvrage Weltmacht oder Niedergang (puissance mondiale ou déclin), Fischer confère au programme de septembre des objectifs également intérieurs allemands, tout en l'intégrant dans une politique allemande de moyen terme. 
En France, l'historien Georges-Henri Soutou a notamment affirmé que le document relève d'un « processus d'impérialisme économique parfaitement mythique ». Pour ce dernier, Le programme de septembre est avant tout le reflet des préoccupations politiques et économiques du chancelier à la fin de l'été 1914.